# Simone (cantante brasileña)
Simone Bittencourt de Oliveira (San Salvador de Bahía; 25 de diciembre de 1949), más conocida artísticamente como Simone, es una cantante brasileña. Ha cantado tanto en su idioma materno, el portugués, como en español, obteniendo un éxito similar al de su tío  Roberto Carlos, siendo también reconocida en América y España.

## Trayectoria artística
Simone hizo su primera prueba de grabación en 1972 en los estudios Odeón de São Paulo, siendo contratada ese mismo año. En 1976 grabó la canción O que será, tema principal de la película Doña Flor y sus dos maridos, ocasión en la que conoció al cantautor Chico Buarque. En 1977 editó el álbum Face a face, considerado por la crítica como uno de los mejores de ese año.
En 1978 lanzó Cigarra, su quinto LP, que incluye la canción homónima compuesta especialmente para ella por Milton Nascimento. Su discografía es extensa, y entre sus canciones más conocidas y reeditadas están Procuro olvidarte (del compositor español Manuel Alejandro), Popurrí (con temas pertenecientes al cantante y compositor mexicano Armando Manzanero) y otros de su compatriota Roberto Carlos. También ha cantado a dúo con el cubano Pablo Milanés su canción Yolanda, y con Daniela Romo Mi amor (en 1998).

## Discografía
* Fuente: Discogs - Discografía de Simone

### EMI
- 1973: Simone
- 1973: Brasil export
- 1973: Expo som 73: ao vivo
- 1974: Festa Brasil
- 1974: Quatro paredes
- 1975: Gotas d’água
- 1977: Face a face
- 1978: Cigarra
- 1979: Pedaços
- 1980: Simone ao vivo no Canecão
- 1980: Simone (Atrevida)

### Sony BMG/CBS
- 1981: Amar
- 1982: Corpo e alma
- 1983: Delírios e delícias
- 1984: Desejos
- 1985: Cristal
- 1986: Amor e paixão
- 1987: Vício
- 1988: Sedução
- 1989: Simone (Tudo por amor)
- 1991: Raio de luz
- 1991: Simone: Procuro olvidarte (en español)
- 1993: Sou eu
- 1993: La distancia (en español)
- 1995: Simone Bittencourt de Oliveira
- 1996: Dos enamoradas (en español)

### Universal/PolyGram
- 1995: 25 de dezembro
- 1996: Café com leite
- 1996: 25 de diciembre (en español)
- 1997: Brasil, O Show (ao vivo)
- 1998: Loca (en español)
- 2000: Fica comigo esta noite
- 2001: Seda pura
- 2002: Feminino (ao vivo)

### EMI
- 2004: Baiana da gema (en CD y DVD)
- 2005: Simone ao vivo

### Biscoito Fino
- 2008: Amigo é casa, con Zélia Duncan, en vivo (en CD y DVD)
- 2009: Na veia, (en CD)
- 2010: Em boa companhia, en vivo (en CD y DVD)

### EMI-Odeon
- 2009 O canto da cigarra no anos 70 (en CD)

### Canciones de Simone difundidas entelenovelasbrasileñas
(por orden alfabético)
- A Outra (Roque Santeiro), Sony
- Amor explícito (Corpo santo), Sony
- Anjo de Mim (Anjo de mim), Sony
- Apaixonada(Pantanal), Sony
- Beija, Me Beija, Me Beija (O amor está no ar), Universal
- Carta Marcada (Araponga), Sony
- Cigarra (Cara a cara), EMI'
- Começar de Novo (Malu mulher), EMI
- Desafio (Mulheres de areia), Sony
- Desesperar jamais (Água viva), EMI
- É festa (Senhora do destino), Universal
- Ela disse-me assim (Os imigrantes, Terceira geração), EMI
- Em Flor (Roda de fogo), Sony
- Enrosco (Paixões proibidas), EMI
- Então Me Diz (Belíssima), EMI
- Então vale a pena (Salário mínimo), EMI
- Existe um céu (Paraíso tropical), Som livre
- Face a Face (O pulo do gato), EMI
- Íntimo (Uma esperança no ar), Sony
- Jura secreta (O profeta e Memórias de amor), EMI
- Loca-Crazy (Torre de Babel), Universal
- Love (Insensato coração), Biscoito fino
- Medo de amar # 2 (Três Irmãs), Biscoito fino
- Medo de Amar nº 2 (Sinal de alerta), EMI
- Migalhas (Viver a vida), Biscoito Fino
- Muito Estranho (Desejos de mulher), Universal
- Mulher da Vida (Champagne), Sony
- Mundo Delirante (Elas por elas), Sony
- Naquela noite com Yoko (Brilhante), Sony
- O que será (Dona Flor e seus dois maridos), EMI
- O Tempo Não Pára (O salvador da pátria), Sony
- Pensamentos (Explode coração), Universal
- Povo da Raça Brasil (Terras do sem fim), EMI
- Quem é Você (A próxima vítima), Sony
- Raios de Luz (De corpo e alma), Sony
- Saindo de Mim (Chega mais), EMI
- Sentimental demais (Laços de família), Universal
- Será (Perigosas peruas), Sony
- Seu Corpo (Sassaricando), Sony
- Sob Medida (Os gigantes), EMI
- Tô Que Tô (Sol de verão), Sony
- Um desejo só não basta (Corpo a corpo), Sony
- Uma Nova Mulher (Tieta), Sony
- Valsa do Desejo (Força de um desejo), Universal
- Veneziana (A lua me disse), EMI
- Vento nordeste (Pé de vento), EMI

## Álbumes vendidos
Simone es una de las artistas más populares de Brasil. A su haber, tendrá unos 10 millones de discos vendidos - 15, según fuentes oficiosas. En los 80, fue la artista femenina más popular, sólo superada por Xuxa, cuyo estilo y proyección, no las hacía competir. Seis millones de discos vendió en su etapa de CBS/Sony, según una antigua reseña del sitio Som Livre.
Han sido en total, 20 discos de oro, 16 de platino, y 1 de diamante (en Brasil, sin contar su notable desempeño en América Latina, España y en Portugal, donde por ejemplo recibió un disco de plata en 1985, por su CD Cristal, por la venta de 100 mil copias).
Hoy en día, a pesar de la corrección de los valores de dichos certificados, Simone, sigue en la popularidad lanzando álbumes con ventas superiores a las 100 mil unidades comercializadas.
A continuación, la lista detallada por lanzamiento (faltan Vício (1987), Simone en español (1991), Sou eu (1993), La Distancia (1993), Dos enamoradas (1996) - con ventas superiores a 40 mil sólo en Venezuela -  25 de diciembre - relanzado en 1998 con una pista adicional - y Loca (1998) en América Latina, que podrían aumentar los valores, que corresponden a ventas mínimas).
- Simone (1972): 5 000
- Quatro Paredes (1974): 50 000
- Gota d'Água (1975): 50 000
- Face a Face (1977): 140 000
- Cigarra (1978): 140 000
- Pedaços (1979): 250 000
- Ao Vivo (1980): 300 000
- Simone (1980): 300 000
- Amar (1981): 400 000
- Corpo e Alma (1982): 700 000
- Delírios e Delícias (1983): 300 000
- Desejos (1984): 300 000
- Cristal (1985): 500 000
- Amor e Paixão (1986): 900 000
- Sedução (1988): 250 000
- Simone (1989): 250 000
- Simone (1990): 250 000
- Raio de Luz (1991): 100 000
- Simone Bittencourt de Oliveira (1995): 300 000
- 25 de Dezembro (1995): 1,2 millones
- Café com Leite (1996): 600 000
- 25 de diciembre (1996): 2 millones
- Brasil, o show (1997): 100 000
- Loca (1998): 100 000
- Fica comigo esta noite (2000): 100 000
- Seda pura (2001): 68 000
- Feminino (2002): 53 000
- Baiana da gema (2004): 125 000
- Ao vivo (2005): 100 000
- Ao vivo (2006) (DVD): 25 000

Total: 7,386 millones de discos
(sin incluir los 2 millones de 25 de diciembre en español, ni las constantes reediciones del original en portugués, que contabilizan, según algunos hasta 70 mil discos cada Navidad).
Ventas por disqueras:
EMI – 1.235.000
CBS/SONY – 6.000.000
POLYGRAM/UNIVERSAL – 2.321.000
EMI – 250.000
TOTAL: 9.806.000
(no se incluyen las cifras recientes de Biscoito Fino, con la que lanzó tres discos)

## Espectáculos
- 1973: Panorama brasileiro, Feria Brasil Export de Bruxelas (Bélgica) y Olympia de París (Francia).
- 1973: Simone, gira por Estados Unidos y Canadá.
- 1973: Expo 73, Esporte Clube Pinheiros, São Paulo.
- 1977: Projeto Pixinguinha, teatro Dulcina, Río de Janeiro y gira nacional.
- 1978: Cigarra, Canecão, Río de Janeiro.
- 1979: Pedaços, Canecão y gira nacional.
- 1981: Simone, Maracanãzinho, Río de Janeiro.
- 1982: Canta Brasil, estadio Morumbi, São Paulo.
- 1982: Corpo e alma, Canecão, Río de Janeiro.
- 1992: Sou eu, Morumbi, São Paulo.
- 1997: Brasil, o Show, Metropolitan, Río de Janeiro.
- 1998: "Loca" Coliseo Roberto Clemente, San Juan, Puerto Rico.
- 2000: Fica comigo esta noite, Canecão, Río de Janeiro.
- 2004: Baiana da Gema, Tom Brasil, São Paulo.
- 2004: Baiana da Gema, Canecão, Río de Janeiro.
- 2004: Baiana da Gema, Scala, Río de Janeiro.
- 2005: Baiana da Gema, Claro Hall, Río de Janeiro.
- 2006: Projeto Credicard Vozes, Bourbon Street, São Paulo.
- 2006: Simone Canecão, Río de Janeiro.
- 2006: Simone e Ivan Lins, teatro Au-Rene, Broward Center, Miami.
- 2006: Tom Acústico com Zélia Duncan, Tom Brasil, São Paulo.
- 2007: Santos Coliseum
- 2007: Casino, Estoril, Portugal.
- 2008: National tour in Brazil, Amigo é casa, con Zélia Duncan.
- 2009: National tour in Portugal, Amigo é casa, con Zelia Duncan.